# Kłodnia
Kłodnia [pronunciación en polaco: /ˈkwɔdɲa/] es un pueblo en el distrito administrativo de Gmina Czersk, dentro del Distrito de Chojnice, Voivodato de Pomerania, en el norte de Polonia. Se encuentra aproximadamente 8 kilómetros al oeste de Czersk, 23 kilómetros al noreste de Chojnice, y 82 kilómetros al sudoeste de la capital regional, Gdańsk.
Para detalles de la historia de la región, véase Historia de Pomerania.
El pueblo tiene una población de 89 habitantes.